# Phaeogenes conciliator
Phaeogenes conciliator är en stekelart som beskrevs av Wesmael 1859. Phaeogenes conciliator ingår i släktet Phaeogenes och familjen brokparasitsteklar. Inga underarter finns listade i Catalogue of Life.